# Didrik Marksten
Didrik Marksten (* 1. März 1971 in Oslo) ist ein ehemaliger norwegischer Skirennläufer. Er fuhr in allen Disziplinen, wobei er im Riesenslalom und im Super-G am erfolgreichsten war.

## Biografie
International in Erscheinung trat Marksten erstmals bei den Juniorenweltmeisterschaften 1990 in Zinal. Die ersten Punkte in einem Weltcuprennen holte er 5. Januar 1991 als 14. des Super-G von Garmisch-Partenkirchen. Sein bestes Ergebnis in dieser Saison war zweieinhalb Monate später der sechste Platz im Super-G von Lake Louise. Bei den Weltmeisterschaften 1991 in Saalbach-Hinterglemm belegte er im Riesenslalom und in der Kombination jeweils den achten Platz.
In der ersten Hälfte der Saison 1991/92 kam Marksten nicht über einen 14. Platz hinaus. Dann aber gewann er am 2. Februar 1992 völlig überraschend den Riesenslalom von Saint-Gervais, vor Alberto Tomba und Markus Wasmeier. Dadurch qualifizierte er sich für die Olympischen Winterspiele 1992, wo er jedoch sowohl im Riesenslalom als auch im Slalom ausschied. Zum Abschluss der Weltcupsaison folgte ein dritter Platz im Riesenslalom von Crans-Montana.
Marksten konnte in der Saison 1992/93 diese Erfolge nicht bestätigen; das beste Ergebnis war ein achter Platz. Die Weltmeisterschaften 1993 endete für ihn mit zwei Ausfällen. Nachdem er in der Saison 1993/94 nicht über einen 19. Platz hinauskam, trat er vom Spitzensport zurück.

## Erfolge

### Weltmeisterschaften
- Saalbach-Hinterglemm 1991: 8. Riesenslalom, 8. Kombination

### Weltcup
- 7 Platzierungen unter den besten zehn, davon 1 Sieg:

| Datum           | Ort           | Land       | Disziplin    |
| --------------- | ------------- | ---------- | ------------ |
| 2. Februar 1992 | Saint-Gervais | Frankreich | Riesenslalom |

### Juniorenweltmeisterschaften
- Zinal 1990: 14. Abfahrt, 21. Riesenslalom